# メトロリンク (ダブリン)
メトロリンク（MetroLink）は、アイルランドのダブリンで運行される予定の地下鉄路線。

## 概要
メトロリンクは、ダブリン北部のエスチュアリーからダブリン空港、セント・スティーブンス・グリーン、チャールモントを経由し、ラヌラの南側までを走ることが提案されている。提案されている路線は、主にダブリン県フィンガル市のソーズの未開削地下軌道、ダブリン空港の地下トンネル、さらに高速道M50号までの未開削地下軌道、ノースウッドからチャールモントまでの深穴トンネルで構成される予定である。
2020年現在、2027年に運用開始の予定である。

## 沿革

### 初期提案
ダブリンの地下鉄2路線の原案は、2001年11月にダブリン交通局（現在は国家交通局の一部）が発表した「Platform for Change」という報告書によると考えられている。この報告書の目的は、ダブリン都市圏の統合的な交通戦略を策定することだった。その報告書の中で、ダブリン交通局は3つのメトロ路線の計画を概説している。最初の南北線は、ダブリン県フィンガル市のソーズからダブリン空港、フィングラス、ブロードストーン、ダブリン市内中心部、ラヌラ、サンディフォード、チェリーウッドを経由してシャンガナまで走るものだった。2つ目は、タラ・ウェスト（Tallaght West）とタラ（Tallaght）を結び、その後、ダブリン南西部の郊外を通って市内中心部へと続く路線だった。3つ目は、フィングラスでソーズ＝シャナガナ線 から分岐し、ブランチャーズタウン、クロンダルキンを経由し、タラに至る軌道パターンで運行され、もう1つの路線と接続するものだった。
ダブリン空港の旅客数は、2006年には2,100万人を超えた。2016年には2,790万人になったように、当時から急成長すると予測されていた。その結果、アイルランド交通インフラストラクチャー社は、ダブリンの鉄道網の中で路線が敷かれていない地域のひとつとして、ダブリン空港への中容量の公共交通機関が必要と判断された。問題の解決策として以下の2つの選択肢が考えられた。 
- アイルランド国鉄が提案するダブリン空港への既存のダブリン高速輸送（DART）線からの分岐
- フィングラスからダブリン空港を経由して市内中心部に向かう地下鉄

空港接続と通勤接続の両方を提供するため、地下鉄が好ましい選択肢として浮上した。アイルランド交通インフラストラクチャー社は、「ダブリン市北部と県のコミュニティや施設にとって重要な通勤接続」と評している。メトロ・ノース（ソーズからセント・スティーブンス・グリーンまで）とメトロ・ウェストは、2005年のTransport 21計画の開始に伴い、政府の政策として採用された。
2006年2月に鉄道調達庁が発表した、当時メトロ・ノースと呼ばれていた3つの路線の候補が発表された。最初の路線はフィングラスを通り、旧ブロードストーン鉄道の線路を使用すると提案された。2つ目はバリムーンを通る路線が提案された。3つ目の路線はホワイトホールを通過する提案だった。公的協議の結果、鉄道調達庁は2006年10月、バリムーンを通る「東・中央複合路線」と呼ばれる路線を選定したと発表した。2008年3月、鉄道調達庁は駅名の変更、駅の位置の変更、ソーズを通る地上・地下路線の詳細を含む、若干の更新を行った路線を発表した。
2007年3月22日、アイルランド交通インフラストラクチャー社はメトロ・ノースの調達段階を開始した。2007年10月には、メトロ・ノースの建設に関心のある4つのコンソーシアムの候補を発表した。2008年初旬には、環境影響評価書の草案が公表された。
2008年9月17日、鉄道調達庁はは企画委員会（An Bord Pleanála）に計画許可を申請した。2009年と2010年には口頭審問が行われた。
2011年10月5日、メトロ・ノースは企画委員会により計画許可を得た。
メトロ・ノース計画は、当時の交通・観光・スポーツ大臣であったレオ・バラッカーの審査を経て、2011年8月12日に無期限延期されるとの報道がなされていたが、2011年11月10日に確認された。
2015年9月29日、メトロ・ノースの開業日が2027年に変更されたことが発表され、2018年に名称が「メトロリンク」に変更された。

### メトロリンク計画
2018年3月22日、国家交通局は、旧メトロ・ノース（現在のメトロリンク）の修正計画を発表した。推定30億ユーロの費用をかけて、元々のエスチュアリー - セント・スティーブンス・グリーン路線からさらに南下してサンディフォードまで延長し、チャールモントから最終目的地であるサンディフォードまでのルアスのグリーンラインの線路を吸収することが提案された。2027年の開業を予定しており、既存の「メトロ・ノース」と「メトロ・サウス」を合体させたものとなっている。これらの計画通りに完成すれば、ルアスのグリーンラインはサンディフォードとチャールモントの間で停止し、地下鉄路線に置き換わることになる。これには、グリーンラインが不定期間閉鎖される可能性があることや、沿線の歩行者や自転車の通行性の問題などについて反対の声が上がった。その結果、2019年3月に修正された計画が公表され、メトロリンクは2段階に分けて敷設されることになり、第1段階ではグリーンラインの改良は行われないことになった。グリーンラインの拡張は、ソーズからチャールモントまでの地下鉄路線が運行開始した後に第二段階として行われる予定である。
メトロリンクについては、2019年第3四半期に計画許可が求められることになっていた。2018年5月21日には公開協議が終了した。
改定されたメトロリンク計画は、2027年の開通が提案されている。2019年12月、試掘削が開始された。カナダのエンジニアリングコンサルタント会社のSNC・Lavalinは、2020年3月にアイルランド交通インフラストラクチャー社から同プロジェクトのオペレーションアドバイザーに任命された。

## 路線
2020年現在、メトロリンクはチャールモントとソーズを結ぶ予定である。チャールモントからダブリン空港までの全線運行が提案されており、チャールモントからエスチュアリーまでは一部に限られることが予定されている。
地下鉄は80km/h運転を想定しているが、商業運転速度は40km/hを想定している。地下区間には双孔トンネルの費用を節約するために、単孔トンネルを採用することになっている。